# ماساتوشي هارا
ماساتوشي هارا (باليابانية: 原 祐俊) (مواليد 16 يونيو 1975)، هو لاعب كرة قدم سابق كان يلعب كمهاجم.

## وصلات خارجية
- ماساتوشي هارا على موقع عالم كرة القدم.نت (الإنجليزية)